# Dar Bni Karrich
Dar Bni Karrich (en àrab دار بن قريش, Dār Bnī Qrrīx; en amazic ⴱⵏⵉ ⵇⵕⵕⵉⵛ) és una comuna rural de la província de Tetuan, a la regió de Tànger-Tetuan-Al Hoceima, al Marroc. Segons el cens de 2014 tenia una població total de 8.499 persones.